# Leucania italogallica
Leucania italogallica är en fjärilsart som beskrevs av Pierre Millière 1872. Leucania italogallica ingår i släktet Leucania och familjen nattflyn. Inga underarter finns listade i Catalogue of Life.